# Joe Shaw (Fußballspieler, 1883)
Joseph Ebenezer „Joe“ Shaw (* 7. Mai 1883 in Bury; † September 1963) war ein englischer Fußballspieler und Fußballtrainer.

## Leben und Karriere
Shaw begann seine Karriere bei Bury Athenaeum und bei Accrington Stanley, ehe er 1904 zum FC Arsenal damals noch Woolwich Arsenal wechselte. Sein Debüt für die Gunners gab Shaw am 28. September 1907 gegen Preston North End. Der linke Verteidiger blieb beim FC Arsenal, als sie vom Manor Ground in das Highbury umzogen. Als der Erste Weltkrieg ausbrach beendete er kurzfristig seine aktive Spielerkarriere. 1919 kam sein Comeback und er wurde Kapitän der Gunners-Mannschaft. Shaw spielte bis zum 38. Lebensjahr Fußball. Nach seinem Karriereende 1922 wurde er Trainer der zweiten Mannschaft des FC Arsenal. Nach dem unerwarteten Tod von Herbert Chapman, dem damaligen Trainer, übernahm er das Amt des Cheftrainers bis Ende der Saison 1933/1934 und wurde englischer Meister mit der Mannschaft. Er wurde 1934 von George Allison abgelöst. Nach dem Zweiten Weltkrieg wurde er noch ein Mal kurzfristig Übungsleiter des FC Chelsea und Co-Trainer vom FC Arsenal. Danach war er Botschafter des FC Arsenal. 1959 beendete er seine Karriere im Fußball und ging in die Pension. Joe Shaw starb im Jahr 1963 im Alter von 80 Jahren. 

### Erfolge
als Trainer:
- 1 × englischer Meister mit dem FC Arsenal (1934)

| Personendaten    | Personendaten                              |
| ---------------- | ------------------------------------------ |
| NAME             | Shaw, Joe                                  |
| ALTERNATIVNAMEN  | Shaw, Joseph Ebenezer (vollständiger Name) |
| KURZBESCHREIBUNG | englischer Fußballspieler und -trainer     |
| GEBURTSDATUM     | 7. Mai 1883                                |
| GEBURTSORT       | Bury                                       |
| STERBEDATUM      | September 1963                             |